# Mars 1966

## Évènements
- 2 mars : Milton Obote prend le pouvoir en Ouganda à la suite d’un coup d’État contre le kabaka (roi) du Bouganda. Il impose une dictature sanglante (300 000 mort de 1966 à 1972).

- 7 mars : 
  - La France se retire du commandement intégré de l'OTAN[1]. Le général de Gaulle fait remettre au Président Lyndon Johnson une lettre dans laquelle il annonce que « sans en altérer le fond  » la France désire modifier la forme de son alliance avec les États-Unis. Elle demande que les bases américaines situées sur son sol soient fermées, annonce cesser sa participation aux commandements intégrés de l'OTAN et refuse désormais de « mettre ses forces à la disposition de l'Organisation atlantique ».
  - Première à Paris de l’Eloge de la folie, chorégraphie de Roland Petit.
- 8 mars: destruction par les Républicains irlandais de la colonne Nelson à Dublin.
- 11 mars (Indonésie) : le général Soeharto, qui avait fait encercler le palais présidentiel par l’armée, obtient les pleins pouvoirs de Soekarno en lui faisant signer une Surat Perintah Sebelas Maret ("Supersemar") ou "ordonnance du 11 mars", par laquelle le président transfère formellement le pouvoir au général. Soeharto est élu président de la République le 21 mars 1968 par le MPRS (Majelis Permusyawaratan Rakyat Sementara, "assemblée délibérative du peuple temporaire").

- 12 - 13 mars, France : assises de la Convention des institutions républicaines (CIR). François Mitterrand propose la création d'un contre-gouvernement en France (shadow cabinet).

- 13 mars :
  - de Gaulle annonce officiellement le retrait de la France des commandements intégrés de l’OTAN dès le 1er juillet 1966;
  - inauguration à Amiens par André Malraux de la première maison de la culture.

- 15 mars : présentation aux Cortès de la loi sur la presse de Manuel Fraga Iribarne levant la censure préalable en Espagne[2].
- 16 mars - 17 mars : mission spatiale Gemini 8, à bord Neil Armstrong et David Scott effectuent le premier amarrage dans l'espace mais sont obligés d'écourter leur mission en raison d'une rotation incontrôlée de la capsule.

- 23 mars : 
  - Le président des États-Unis Lyndon Johnson répond qu'il ne croit pas que la France pourra rester longtemps à l'écart des « responsabilités de l'Atlantique » et ajoute que « en tant que notre vieille amie et alliée, la France aura sa place réservée le jour où elle décidera d'assurer à nouveau son rôle dirigeant ».
  - Le pape Paul VI reçoit à Rome le Dr Michael Ramsey, archevêque de Canterbury (Grande-Bretagne). Depuis près de quatre siècles, les deux Églises ne se fréquentaient plus. Ce jour-là, ils créèrent commission anglicano-catholique.

- 31 mars :
  - Canada : la Brasserie Dow cesse de produire de la bière après quelques décès dus à  la myocardose. Les liens entre la consommation de bière et ces décès ne furent jamais prouvés.
  - Victoire travailliste aux législatives au Royaume-Uni.

## Naissances
- 3 mars : Mikhaïl Michoustine, économiste et homme politique russe.
- 4 mars : Callista Gingrich, femme d'affaires et diplomate américaine.
- 10 mars : Arthur, animateur de télévision franco-marocain.
- 15 mars : Didier Poidyaliwane, homme politique néo-calédonien († 12 janvier 2022).
- 16 mars : 
  - Ramón Rivas, basketteur portoricain.
  - Emmanuelle Bayamack-Tam, écrivaine française.
- 17 mars : José Garcia, acteur français.
- 20 mars : François Soulier, dit « Mr. Shoes », batteur du groupe Indochine depuis 2002.
- 24 mars : Christian Troadec, personnalité politique française.
- 25 mars : 
  - Jeff Healey, chanteur-compositeur et guitariste de jazz, de blues et de rock.
  - Tatjana Patitz, actrice et mannequin allemande († 11 janvier 2023).
- 30 mars : 
  - Philippe Lellouche, acteur, réalisateur et dramaturge français.
  - Ángel Víctor Torres, personnalité politique espagnole et président des Canaries depuis 2019.

## Décès
- 3 mars :
  - Alfonso Castaldo, cardinal italien, archevêque de Naples (° 6 novembre 1890).
  - Alice Pearce, actrice américaine de télévision.
  - William Frawley, acteur américain (° 26 février 1887).
- 10 mars : Émile Coulonvaux, homme politique belge et militant wallon (° 26 février 1892).
- 11 mars : Paul-Émile Rochon, médecin.
- 29 mars : Albert-Édouard Janssen, homme politique, banquier et professeur belge (° 1er avril 1883).